# Łoczydło
Łoczydło (Thapsia L.) – rodzaj roślin z rodziny selerowatych. Obejmował pierwotnie ok. 6 gatunków, ale po badaniach molekularnych już w XXI wieku włączonych zostało do niego szereg gatunków tu zagnieżdżonych, a wcześniej klasyfikowanych do innych rodzajów. W efekcie współcześnie zalicza się tu od 15 do ok. 21–24 gatunków. Rośliny te występują w basenie Morza Śródziemnego – w południowej Europie, w Azji Mniejszej i w północnej Afryce.
Sok mleczny łoczydła apulijskiego, który po stężeniu ma postać brunatnych grudek, był stosowany już w starożytności i średniowieczu w lecznictwie.

## Morfologia

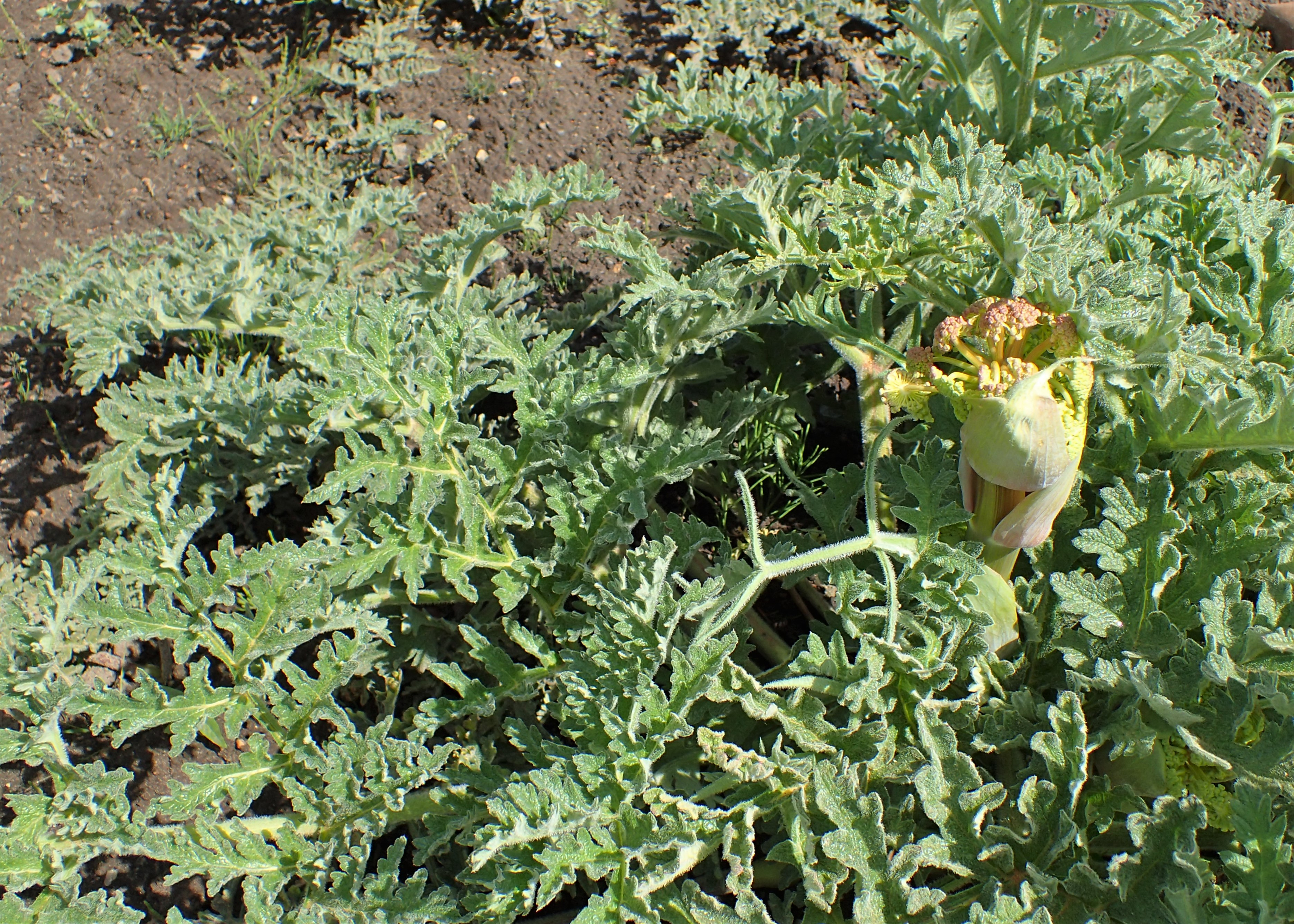
Thapsia villosa

PokrójNagie lub owłosione byliny.
LiścieW większości odziomkowe, u części gatunków też łodygowe, w ogólnym zarysie szeroko trójkątne lub jajowate, czasem podługowate. Blaszka liściowa bardzo rozmaicie podzielona – występują liście pojedynczo pierzaste do nawet 5-krotnie pierzastych. Bardzo zróżnicowany jest też kształt odcinków końcowych liścia – od zaokrąglonych, poprzez jajowate, eliptyczne do równowąskich.
KwiatyZebrane w wielokwiatowe baldaszki, a te w baldachy złożone, o szypułkach i szypułach o zbliżonej długości. Pokrywki i pokrywy występują w różnej liczbie (od kilku do wielu, czasem też brak ich zupełnie. Działki kielicha silnie zredukowane. Płatki korony żółte, białe, czasem zaróżowione.
OwoceRozłupnie rozpadające się na dwie rozłupki, nagie lub owłosione, kulistawe, jajowate do elipsoidalnych, żebra nitkowate do szerokich, często faliste.

## Systematyka
Pozycja systematyczna
Rodzaj w obrębie rodziny selerowatych (baldaszkowatych) Apiaceae klasyfikowany jest do podrodziny Apioideae, plemienia Scandiceae i podplemienia Daucinae.
Pierwotnie rodzaj obejmował tylko kilka (6) gatunków, ale po badaniach molekularnych już w XXI wieku włączonych zostało szereg gatunków zagnieżdżonych tu, a wcześniej klasyfikowanych do innych rodzajów (Elaeoselinum, Distichoselinum, Guillonea, Margotia oraz dwa gatunki z rodzaju okrzyn Laserpitium.
Wykaz gatunków
- Thapsia asclepium L.
- Thapsia cinerea A.Pujadas
- Thapsia foetida L.
- Thapsia garganica L. – łoczydło apulijskie
- Thapsia gummifera (Desf.) Spreng.
- Thapsia gymnesica Rosselló & A.Pujadas
- Thapsia maxima Mill.
- Thapsia meoides (Desf.) Guss.
- Thapsia minor Hoffmanns. & Link
- Thapsia nitida Lacaita
- Thapsia pelagica Brullo, Guglielmo, Pasta, Pavone & Salmeri
- Thapsia platycarpa Pomel
- Thapsia tenuifolia Lag.
- Thapsia transtagana Brot.
- Thapsia villosa L.